# Hoa hậu Brasil

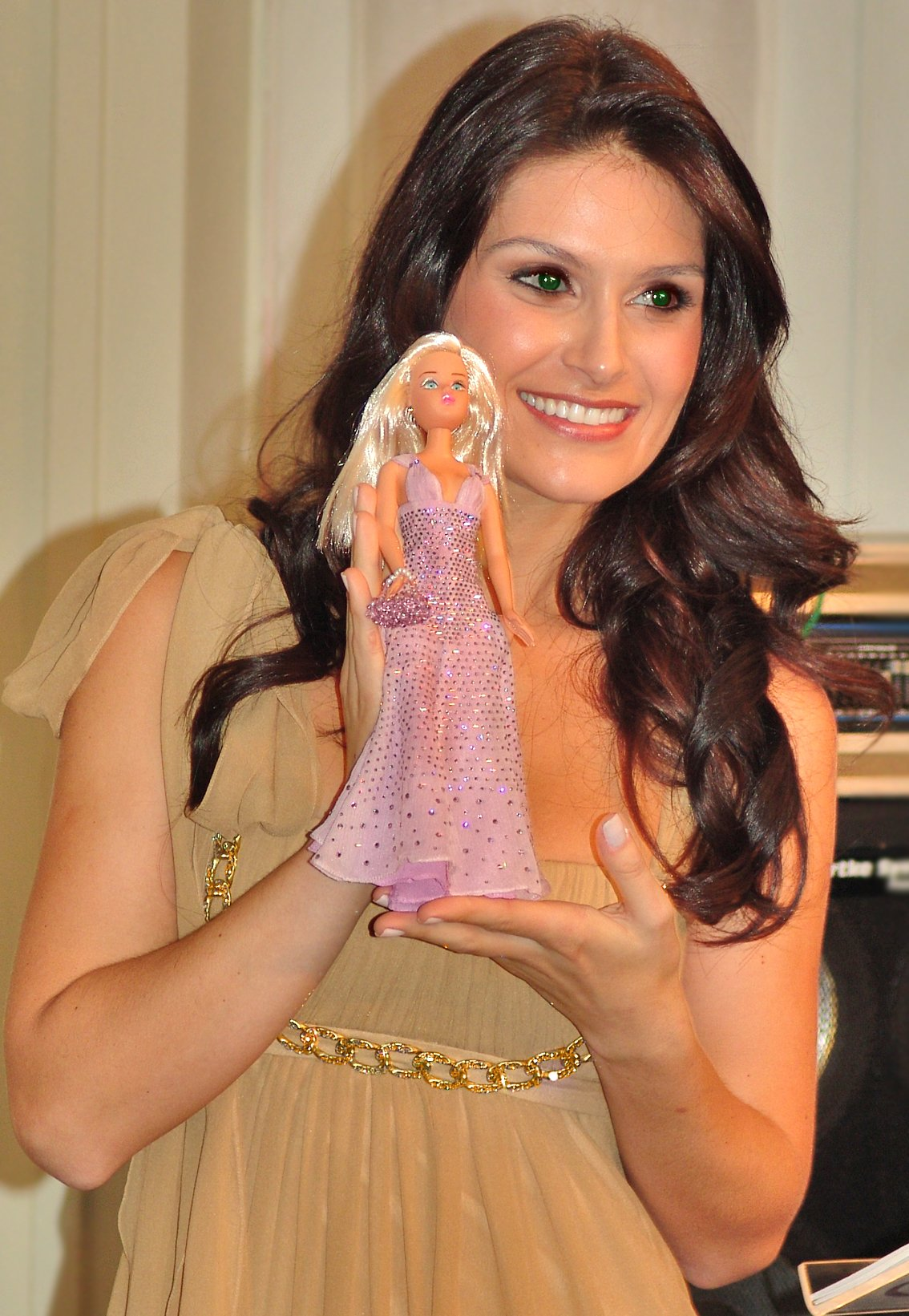
Natalia Guimaraes, Hoa hậu Brasil 2007

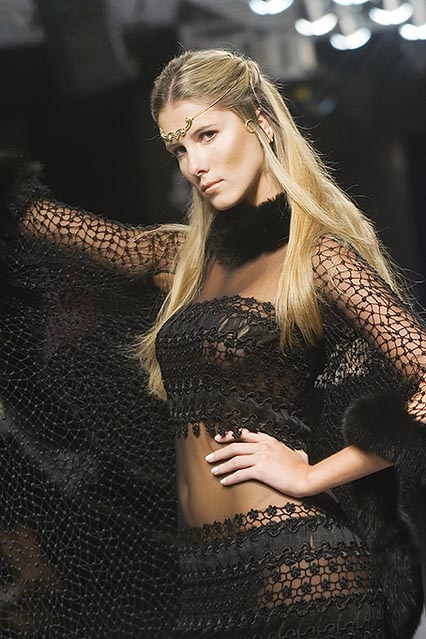
Carina Beduschi, Hoa hậu Brasil 2005

Hoa hậu Brasil là một cuộc thi sắc đẹp ở Brasil bắt đầu được tổ chức thường niên từ năm 1954. Những thí sinh tham dự cuộc thi Hoa hậu Brasil là người chiến thắng trong cuộc thi sắc đẹp ở cấp tiểu bang của nước này và mỗi thí sinh sẽ đại diện cho bang của mình tại vòng chung kết cuộc thi Hoa hậu Brasil. Người chiến thắng của cuộc thi Hoa hậu Brasil sẽ đại diện cho đất nước này tham dự Hoa hậu Hoàn vũ, còn á hậu tham dự Hoa hậu Quốc tế.
Không nên nhầm cuộc thi Hoa hậu Brasil với Hoa hậu Thế giới Brasil, cuộc thi tuyển chọn người đại diện cho Brasil dự thi Hoa hậu Thế giới.

## Các Hoa hậu Brasil
| Năm  | Hoa hậu Brasil                                                     | Tiểu bang                  | Thành tích tại Hoa hậu Hoàn vũ            |
| ---- | ------------------------------------------------------------------ | -------------------------- | ----------------------------------------- |
| 1954 | Martha Rocha                                                       | Bahia                      | Á hậu 1                                   |
| 1955 | Emília Barreto Correia Lima                                        | Ceará                      | Top 15                                    |
| 1956 | Maria José Cardoso                                                 | Rio Grande do Sul          | Top 15                                    |
| 1957 | Teresinha Gonçalves Morango                                        | Amazonas                   | Á hậu 1                                   |
| 1958 | Adalgisa Colombo                                                   | Guanabara Federal District | Á hậu 1                                   |
| 1959 | Vera Regina Ribeiro                                                | Guanabara Federal District | Á hậu 4                                   |
| 1960 | Gina MacPherson                                                    | Guanabara Federal District | Top 15                                    |
| 1961 | Staël Maria da Rocha Abelha                                        | Minas Gerais               | Không có                                  |
| 1962 | Maria Olívia Rebouças Cavalcanti                                   | Bahia                      | Á hậu 4                                   |
| 1963 | Iêda Maria Brutto Vargas                                           | Rio Grande do Sul          | Hoa hậu Hoàn vũ 1963                      |
| 1964 | Ângela Teresa Reis Vasconcelos                                     | Paraná                     | Top 15                                    |
| 1965 | Maria Raquel Helena de Andrade                                     | Guanabara State            | Top 15                                    |
| 1966 | Ana Cristina Ridzi                                                 | Guanabara State            | Không có                                  |
| 1967 | Carmen Sílvia de Barros Ramasco                                    | São Paulo                  | Top 15, Trang phục Truyền thống Đẹp nhất  |
| 1968 | Martha Maria Cordeiro Vasconcellos                                 | Bahia                      | Hoa hậu Hoàn vũ 1968                      |
| 1969 | Vera Fischer                                                       | Santa Catarina             | bán kết                                   |
| 1970 | Eliane Fialho Thompson                                             | Guanabara State            | Top 15                                    |
| 1971 | Eliane Parreira Guimarães                                          | Minas Gerais               | Á hậu 4                                   |
| 1972 | Rejane Vieira Costa                                                | Rio Grande do Sul          | Á hậu 1                                   |
| 1973 | Sandra Mara Ferreira                                               | São Paulo                  | Top 12                                    |
| 1974 | Sandra Guimarães de Oliveira                                       | São Paulo                  | Không có                                  |
| 1975 | Ingrid Budag                                                       | Santa Catarina             | Top 12                                    |
| 1976 | Kátia Celestino Moretto                                            | São Paulo                  | Không có                                  |
| 1977 | Cássia Janys Moraes Silveira                                       | São Paulo                  | Không có                                  |
| 1978 | Suzana Araújo dos Santos                                           | Minas Gerais               | Không có                                  |
| 1979 | Marta Jussara da Costa                                             | Rio Grande do Norte        | Á hậu 3                                   |
| 1980 | Eveline Schroeter                                                  | Rio de Janeiro             | Không có                                  |
| 1981 | Adriana Alves de Oliveira                                          | Rio de Janeiro             | Á hậu 3, Trang phục Truyền thống Đẹp nhất |
| 1982 | Celice Pinto Marques da Silva                                      | Pará                       | Bán kết                                   |
| 1983 | Marisa Fully Coelho                                                | Minas Gerais               | Không có                                  |
| 1984 | Ana Elisa Flores da Cruz                                           | São Paulo                  | Không có                                  |
| 1985 | Márcia Giagio Canavezes de Oliveira (còn gọi là. Márcia Gabrielle) | Mato Grosso                | Bán kết                                   |
| 1986 | Deise Nunes de Souza                                               | Rio Grande do Sul          | Bán kết                                   |
| 1987 | Jacqueline Ribeiro Meirelles                                       | Distrito Federal           | Trang phục Truyền thống Đẹp nhất          |
| 1988 | Isabel Cristina Beduschi                                           | Santa Catarina             |                                           |
| 1989 | Flávia Cavalcanti Rebelo                                           | Ceará                      | Trang phục Truyền thống Đẹp nhất          |
| 1990 | cuộc thi không được tổ chức                                        | -                          | -                                         |
| 1991 | Patrícia Maria Franco de Godói                                     | São Paulo                  | Không có                                  |
| 1992 | Maria Carolina Portella Otto                                       | Paraná                     | Không có                                  |
| 1993 | Leila Cristine Schuster                                            | Rio Grande do Sul          | Bán kết                                   |
| 1994 | Valéria Melo Peris                                                 | São Paulo                  | Xếp thứ 18                                |
| 1995 | Renata Bessa Soares                                                | Minas Gerais               | Không có                                  |
| 1996 | Maria Joana Parizotto                                              | Paraná                     | Không có                                  |
| 1997 | Nayla Fernanda Affonso Micherif                                    | Minas Gerais               | Không có                                  |
| 1998 | Michela Dauzacker Marchi                                           | Mato Grosso do Sul         | Bán kết                                   |
| 1999 | Renata Fan                                                         | Rio Grande do Sul          | Không có                                  |
| 2000 | Josiane Kruliskoski                                                | Mato Grosso                | Không có                                  |
| 2001 | Juliana Borges                                                     | Rio Grande do Sul          | Không có                                  |
| 2002 | Taiza Thomsen                                                      | Santa Catarina             | Không có                                  |
| 2003 | Gislaine Rodrigues Ferreira                                        | Tocantins                  | Top 10 Hoa hậu Hoàn vũ 2003               |
| 2004 | Fabiane Niclotti                                                   | Rio Grande do Sul          | Không có                                  |
| 2005 | Carina Beduschi                                                    | Santa Catarina             | Không có                                  |
| 2006 | Rafaela Zanella                                                    | Rio Grande do Sul          | Top 20 Hoa hậu Hoàn vũ 2006               |
| 2007 | Natalia Guimaraes                                                  | Minas Gerais               | Á hậu 1 Hoa hậu Hoàn vũ 2007              |
| 2008 | Natalia Anderle                                                    | Rio Grande do Sul          | Không có                                  |
| 2009 | Larissa Costa                                                      | Rio Grande do Norte        | Không có                                  |
| 2010 | Débora Lyra                                                        | Rio Grande do Sul          | Không có                                  |
| 2011 | Priscila Machado                                                   | Rio Grande do Sul          | Á hậu 2                                   |
| 2012 | Gabriela Markus                                                    | Rio Grande do Sul          | Á hậu 4                                   |
| 2013 | Jakelyne Oliveira                                                  | Mato Grosso                | Á hậu 4                                   |
| 2014 | Melissa Gurgel                                                     | Ceará                      | Top 15                                    |
| 2015 | Marthina Brandt                                                    | Rio Grande do Sul          | Top 15                                    |
| 2016 | Raissa Santana                                                     | Paraná                     | Top 13                                    |
| 2017 | Monalysa Alcântara                                                 | Piauí                      | Top 10                                    |
| 2018 | Mayra Dias                                                         | Amazonas                   | Top 20                                    |
| 2019 | Júlia Horta                                                        | Minas Gerais               | Top 20                                    |
| 2020 | Julia Gama                                                         | Rio Grande do Sul          | Á Hậu 1                                   |